# Robert Laxalt
Robert Laxalt (25 de septiembre de 1923 - 23 de marzo de 2001) fue un escritor estadounidense del estado de Nevada cuya familia era de origen vasco.

## Biografía
Sweet Promised Land (1957), su primer libro y tal vez el más conocido, se basaba en la historia de su padre Dominique y su retorno a su patria tras 47 años como pastor inmigrante en Nevada. Este libro, así como la obra posterior de Laxalt, le dio vida a la identidad vasca de muchos residentes del Oeste de los Estados Unidos.
Robert Laxalt fundó la editorial University of Nevada Press.
Laxalt fue uno de los primeros autores incluidos en la Nevada Writers Hall of Fame en 1988.
Su hermano mayor Paul Laxalt fue gobernador del estado de Nevada (1967-1971) y senador (1974-1987).

## Obras
- The Violent Land: Tales the Old Timers Tell, 1950
- Sweet Promised Land 1957
- A Man in the Wheatfield 1964.
- Nevada, 1971
- In a Hundred Graves: A Basque Portrait, 1972
- Nevada: A Bicentennial History, 1977
- A Cup of Tea in Pamplona, 1985. Nominado para el Premio Pulitzer en ficción en 1985.
- A Basque Hotel 1989. Nominado para el Premio Pulitzer .
- A Time We Knew: Images of Yesterday in the Basque Homeland, 1990
- The Child of the Holy Ghost 1992
- A Lean Year and Other Stories (16 cuentos cortos), 1994
- The Governor's Mansion 1994
- Dust Devils 1997
- A Private War: An American Code Officer in the Belgian Congo, 1998
- The Land of My Fathers: A Son's Return to the Basque Country, 1999
- Time of the Rabies, 2000
- Travels With My Royal: A Memoir of the Writing Life, 2001